# 公館 (彰化縣)
公館，是臺灣彰化縣大城鄉的一個傳統地域名稱，位於該鄉中部偏西南地帶。相較於今日行政區，其範圍大致為公館村不含東南部凸出部分。

## 歷史
台灣清治末期至日治初期，公館地區為一街庄，稱為「公館庄」，隸屬於深耕堡。該庄輪廓略呈西北與東南兩個部分重疊的方形，其西北半葉的西北與西港庄為鄰，西北半葉的東北邊及東邊，同時也是東南半葉的北邊為山藔庄，東南半葉的東邊北段與大城厝庄、下山腳庄為鄰，東邊南段及南邊東段與下牛稠庄為鄰，南邊西段為下海墘厝庄，東南半葉的西邊，同時也是西北半葉的西南邊及南邊為頂海墘厝庄。。
1901年（日治明治三十四年）11月，全台廢縣廳改設二十廳，該庄隸屬於彰化廳。1903年（明治三十六年）6月，該庄編入「大城厝區」，隸屬於彰化廳。1909年（明治四十二年）10月，合併二十廳為十二廳，大城厝區改隸屬於臺中廳。1920年（大正九年），廢廳、支廳、區、街庄（舊制）改設州、郡、街庄（新制）、大字，該庄改制為「公館」大字，隸屬於臺中州北斗郡大城庄。
戰後大城庄改制為大城鄉，隸屬於臺中縣，大字亦改制為村。1950年10月，中、彰、投分治，大城鄉改隸屬彰化縣。

## 聚落
本地區發展較早的聚落有公館、大埔、四股等，在日治期初期的官方地圖上已有記載。此外，本地區尚有頂頭角、下牛稠、四股尾等聚落。

## 交通
省道台61線又稱「西部濱海快速公路」，是新北市八里至臺南市安南的快速公路，但尚未完全通車，大致以北北西—南南東走向轉北北東—南南西走向經過公館地區中部偏西地帶。該道路在本地區屬高架路段，於北部邊界地帶的縣道152號交會處設有大城交流道（現僅南入北出），由此可快速前往台灣西部海岸各地。由於大城交流道以北至王功交流道之間尚未通車，該路段必須依賴省道台17線接駁。
省道台17線又稱「西部濱海公路」，是清水甲南至枋寮水底寮的幹道，在本地區路段為省道台61線的兩側平面道路。由該道路向北北西獨行後再轉北北東可前往芳苑、福興、鹿港、線西等地，向南南西過濁水溪西濱大橋後轉西南分岔獨行再轉南南西可前往麥寮、台西、四湖、口湖等地。
縣道152號（福建路）是大城鄉公館至名間的道路，其西側端點位於本地區極北點的省道台17線路口。由此向東南微南沿邊界而行，出境後轉東南東可前往大城市區、竹塘、埤頭南部、溪州、二水、名間等地。
鄉道彰159線（北五路、青埔路）是外五間厝至下牛稠的道路，大致以北北東—南南西走向由本地區東南半葉的東部邊界地帶北側入境後沿邊界而行，經鄉道彰160線右側路口後與其共線約50公尺，再經鄉道彰160線左側路口後獨行，經青埔聚落後因邊界線西移而出境，但仍鄰近邊界續行，經鄉道彰162線終點路口後始遠境邊界。由該道路向北北東可前往大城與山寮交界地帶、山寮北部的菜寮聚落、外五間寮、外五間寮與三塊厝交界地帶並止於鄉道彰158-1線路口，向南南西可前往下牛稠並止於海墘堤防道路路口。
鄉道彰160線（大埔路）是海邊至下山腳的道路，大致以西北西—東南東走向由本地區東南半葉的西部邊界北側經省道台61線高架橋下及其兩側之省道台17線路口入境，續行經鄉道彰165線路口後轉北北東再轉東南東蜿蜒而行，於本地區東南半葉的東部邊界到達鄉道彰159線路口，轉南南西與其共線約50公尺後轉東南東出境。由該道路向西北西可前往頂海墘厝、西港西南部近邊界地帶、下海墘厝西北部並止於大城南段海堤道路路口，向東南東可前往下山腳西北端、下山腳與大城交界地帶、下山腳的頂庄聚落並止於縣道143號路口。
鄉道彰161線（東平路、東西路）是王厝寮至街子的道路，其北側端點位於本地區西北半葉的北部邊界東側縣道152號路口。由此向西南西到達公館聚落，轉西南再轉西蜿蜒行至本地區西北半葉的西部邊界地帶後，轉南南西出聚落並沿邊界而行，出境後經鄉道彰160線右側路口與其共線，再經鄉道彰160線左側路口後獨行，可前往頂海墘厝、下海墘厝並止於街仔聚落東郊的鄉道162號路口。
鄉道彰162線（大區巷、大圳路）是海邊至下牛稠的道路，其東側端點位於本地區東南半葉東南角外緣的鄉道彰159線路口。由此向西北西經過本地區東南半葉南部邊界地帶一小段後，可前往下牛稠西北角、下海墘厝並止於海邊的海堤上道路西側路口。
鄉道彰165線（北六路）是吳厝寮至四股的道路，大致以北北東—南南西走向經過本地區中部偏東地帶，並與鄉道彰160線交會。由該道路向北北東可前往山寮並止於縣道152號路口，向南南西可前往下海墘厝與下牛稠交界地帶的海墘堤防道路路口。

## 學校
- 永光國小